# Rhodotorula
Rhodotorula és una espècie de llevat basidiomicot de l'ordre dels esporidiobolals (Sporidiobolales). És fàcilment distingible pel fet de formar colònies de color vermell/taronja (Rhodo vol dir vermell en grec) quan creix en agar SDA. El color de la colònia pot variar.
Els cultius de Rhodotorula serveixen per produir bioproteïnes. El contingut de nitrogen d'aquests llevats en estat sec és de l'1% molt lluny del 14% de la majoria d'altres bacteris cultivats.

## Taxonomia
- Rhodotorula acheniorum
- Rhodotorula aclotiana
- Rhodotorula acuta
- Rhodotorula americana
- Rhodotorula araucariae
- Rhodotorula arctica
- Rhodotorula armeniaca
- Rhodotorula aurantiaca
- Rhodotorula auriculariae
- Rhodotorula bacarum
- Rhodotorula benthica
- Rhodotorula biourgei
- Rhodotorula bogoriensis
- Rhodotorula bronchialis
- Rhodotorula buffonii
- Rhodotorula calyptogenae
- Rhodotorula chungnamensis
- Rhodotorula cladiensis
- Rhodotorula corallina
- Rhodotorula cresolica
- Rhodotorula crocea
- Rhodotorula cycloclastica
- Rhodotorula dairenensis
- Rhodotorula diffluens
- Rhodotorula evergladiensis
- Rhodotorula ferulica
- Rhodotorula foliorum
- Rhodotorula fragaria
- Rhodotorula fujisanensis
- Rhodotorula futronensis
- Rhodotorula gelatinosa
- Rhodotorula glacialis
- Rhodotorula glutinis
- Rhodotorula glutinis var. aurantiaca
- Rhodotorula glutinis var. dairenensis
- Rhodotorula glutinis var. glutinis
- Rhodotorula glutinis var. lusitanica
- Rhodotorula glutinis var. miniata
- Rhodotorula glutinis var. rubescens
- Rhodotorula glutinis var. rufescens
- Rhodotorula glutinis var. rufula
- Rhodotorula glutinis var. rufusa
- Rhodotorula glutinis var. saitoi
- Rhodotorula glutinis var. salinaria
- Rhodotorula gracilis
- Rhodotorula graminis
- Rhodotorula grinbergsii
- Rhodotorula himalayensis
- Rhodotorula hinnulea
- Rhodotorula histolytica
- Rhodotorula hylophila
- Rhodotorula incarnata
- Rhodotorula ingeniosa
- Rhodotorula javanica
- Rhodotorula koishikawensis
- Rhodotorula lactosa
- Rhodotorula lamellibrachiae
- Rhodotorula laryngis
- Rhodotorula lignophila
- Rhodotorula lini
- Rhodotorula longissima
- Rhodotorula ludwigii
- Rhodotorula lysinophila
- Rhodotorula marina
- Rhodotorula martyniae-fragantis
- Rhodotorula matritensis
- Rhodotorula meli
- Rhodotorula minuta
- Rhodotorula minuta var. coralloides
- Rhodotorula minuta var. minuta
- Rhodotorula minuta var. texensis
- Rhodotorula mucilaginosa
- Rhodotorula mucilaginosa var. alba
- Rhodotorula mucilaginosa var. kentuckyi
- Rhodotorula mucilaginosa var. mucilaginosa
- Rhodotorula mucilaginosa var. pararosea
- Rhodotorula mucilaginosa var. plicata
- Rhodotorula mucilaginosa var. rubrorugosa
- Rhodotorula mucilaginosa var. scafatii
- Rhodotorula nitens
- Rhodotorula nothofagi
- Rhodotorula oryzae
- Rhodotorula pacifica
- Rhodotorula pallida
- Rhodotorula peneaus
- Rhodotorula philyla
- Rhodotorula phylloplana
- Rhodotorula pilatii
- Rhodotorula pilimanae
- Rhodotorula pinicola
- Rhodotorula plicata
- Rhodotorula polymorpha
- Rhodotorula psychrophenolica
- Rhodotorula psychrophila
- Rhodotorula pustula
- Rhodotorula retinophila
- Rhodotorula rosacea
- Rhodotorula rosulata
- Rhodotorula rubefaciens
- Rhodotorula rubella
- Rhodotorula rubescens
- Rhodotorula rubra
- Rhodotorula rubra f. rubra
- Rhodotorula rubra f. symbiotica
- Rhodotorula rubra var. curvata
- Rhodotorula rubra var. longa
- Rhodotorula rubra var. marina
- Rhodotorula rubra var. miersensis
- Rhodotorula rubra var. plicata
- Rhodotorula rubra var. rubra
- Rhodotorula rubrorugosa
- Rhodotorula rufula
- Rhodotorula rutila
- Rhodotorula sanguinea
- Rhodotorula sanniei
- Rhodotorula sartoryi
- Rhodotorula silvestris
- Rhodotorula simplex
- Rhodotorula sinensis
- Rhodotorula slooffiae
- Rhodotorula sonckii
- Rhodotorula straminea
- Rhodotorula subericola
- Rhodotorula suganii
- Rhodotorula taiwanensis
- Rhodotorula taiwaniana
- Rhodotorula terpenoidalis
- Rhodotorula terrea
- Rhodotorula texensis
- Rhodotorula texensis var. texensis
- Rhodotorula tokyoensis
- Rhodotorula tokyoensis var. tokyoensis
- Rhodotorula ulzamae
- Rhodotorula vanillica
- Rhodotorula vuilleminii
- Rhodotorula yarrowii
- Rhodotorula yunnanensis
- Rhodotorula zsoltii